# Военный госпиталь на Врачаре
Военный госпиталь на Врачаре (серб. Војна болница на Врачару) находится в Белграде, на территории городского района Савски-Венац, строился в период в 1904 по 1909 годы. Является недвижимым объектом культурного наследия в качестве памятника культуры.

## История
Доктор Роман Зондермайер приехал в Сербию из Польши в 1889 году, в своей автобиографии он написал, что «больница и ситуацию, которую я там застал меня очень поразили». В этом же 1889 д-р Зондермайер инициировал строительство нового госпиталя, работы начались только лишь 1903. В то время Администрация города Белграда предложила армии земли в районе «Западни-Врачар» в обмен на земли, на котором располагалась Палилулская казарма. В первоначальном состоянии вновь построенный Госпиталь уцелел вопреки бомбардировкам в период Первой мировой войны, без выявленных больших повреждений. Во второй половины двадцатых годов XX века в счет военной репарации из Германии поступило новое оборудование, в связи с чем появилась необходимость в реконструкции и достройке сосуществующих павильонов больницы. Реконструкция комплекса бала закончена в 1930 году, когда второй раз состоялось торжественное открытие Военного госпиталя. Первая реконструкция не нарушила ни функциональную планировку, ни её внешний вид. Вторая комплексная, в стилистическом отношении некогерентная реконструкция комплекса производилась после Второй мировой войны, в частности в начале шестидесятых годов XX века. В то время некоторые павильоны подверглись полной переделке, другие были достроены. К зданиям, которые не получили повреждения во время военных разрушений, в также более поздние достройки, относится центральное здание Управления, вместе с ансамблем главного входы. Здание Управления является частью одноэтажным и частью двухэтажным сооружением (в центральном ризалите), с центральной трехэтажной башней. Бывший когда-то вход заложен, а внутренняя планировка помещений в этой центральной части подверглась изменениям, в связи с чем в настоящее время в здание поступают через флигеля.

## Архитектура
Градостроительное развитие Клиническо-больничного центра Сербии началось в середине XIX века на участке, который с западной и южной сторон окаймлял озелененный пояс, и с восточной свободной территорией, на котором после Первой мировой войны были построены клиники Медицинского факультета. В составе больничного комплекса большую часть территории занимала растительность и парковая зона. Строительство комплекса военной больницы на территории площадью примерно 8 гектаров поручено было архитектору Данилу Владисавлевичу, который в то время состоял на службе в Военном министерстве. Комплекс представлял собой образец современной архитектурной концепции госпиталя павильонного типа, и первый комплексно разработанный объемно-планировочный ансамбль, основанный на двойном симметричном расположении сооружений и архитектурном решении главного подъезда, установленного по оси улицы Светозара Марковича. Это вызвало необходимость внесения изменений в генеральный план Белграда: отмела продления улиц Ресавской, Светозара Марковича, Короля Милутина и Вишеградской и создание новых пяти кварталов на территории участка госпиталя. Расположение здания Управления Военного госпиталя отметило и придало впечатлительный силуэт району Западни-Врачар. Комплекс, включающий 12 сооружений, являющийся, в качестве единого ансамбля, образцом удачного архитектурного произведения, как с аспекта утилитарности, так и с аспекта архитектурной эстетики, занимает особое место в истории градостроительства Белграда. Под влиянием германской школы Владисављевич применил стиль романского искусства, который в Германии бил характерным для данного рода сооружений. Кроме того, отмечается также применение упрошенных декоративных элементов. Сравнивая его с подобными учреждениями в мире, в период его строительства Военный госпиталь являлась образцом самого современного стилистического выражения. Функциональность внутреннего пространства соответствовала максимально высшим требованиям медицинского обслуживания начала XX века, причем даже до настоящего времени не превзойдены полностью хорошо разработанные решения и согласованность архитектуры с назначением. В период его создания этому комплексу присваивались высокие награды отечественных и иностранных экспертов, его считали самым современным госпиталем Балкан.

## Значение
Все здания, в частности здание управления госпиталя оформлены в едином стиле, соблюдая приемы неоромантизма. Историческое значение этого комплекса является многоплановым. Он является образцом достижений своего времени и общества, а также сыграл важную роль в период Балканский войн и Первой мировой войны. Являясь медицинским центром, не только военным, а центром, имеющим значение для развития медицинской службы Сербии и Белграда, Военный госпиталь обучал лучших специалистов и, как образовательный центр он являлся стержнем, вокруг которого развивался Медицинский факультет Белградского университета.